# 탈라스주
탈라스주(러시아어: Таласская область, 키르기스어: Талас областы)는 키르기스스탄의 주로, 주도는 탈라스이며 인구는 219,800명(2009년 기준), 면적은 11,400km2이다. 북쪽과 서쪽으로는 카자흐스탄 잠빌 주, 동쪽으로는 추이 주, 남쪽으로는 잘랄아바트 주와 인접해 있으며 남동쪽으로는 우즈베키스탄과 인접해 있다.

## 인구
| 연도                                | 인구    | ±%     |
| ----------------------------------- | ------- | ------ |
| 1970                                | 140,747 | —      |
| 1979                                | 163,492 | +16.2% |
| 1989                                | 192,509 | +17.7% |
| 1999                                | 199,872 | +3.8%  |
| 2009                                | 226,779 | +13.5% |
| 2021                                | 270,994 | +19.5% |
| Note: resident population; Sources: |         |        |